# ورنر آبرولات
ورنر آبرولات (به انگلیسی: Werner Abrolat) (تولد:۱۵ اوت ۱۹۲۴؛ مرگ:۲۴ اوت ۱۹۹۷) بازیگر اهل کشور آلمان بود. وی پس از مدت‌ها کار کردن در تئاترهای محلی در المان غربی، نقشی را در فیلمی به سبک وسترن اسپاگتی و به کارگردانی سرجو لئونه که به خاطر چند دلار بیشتر نام داشت، ایفا نمود. از دیگر فیلم‌هایی که بازی کرده، می‌توان به سریال دِرِک و قلعه فو مانچو اشاره کرد.